# Ordre du Mérite agricole

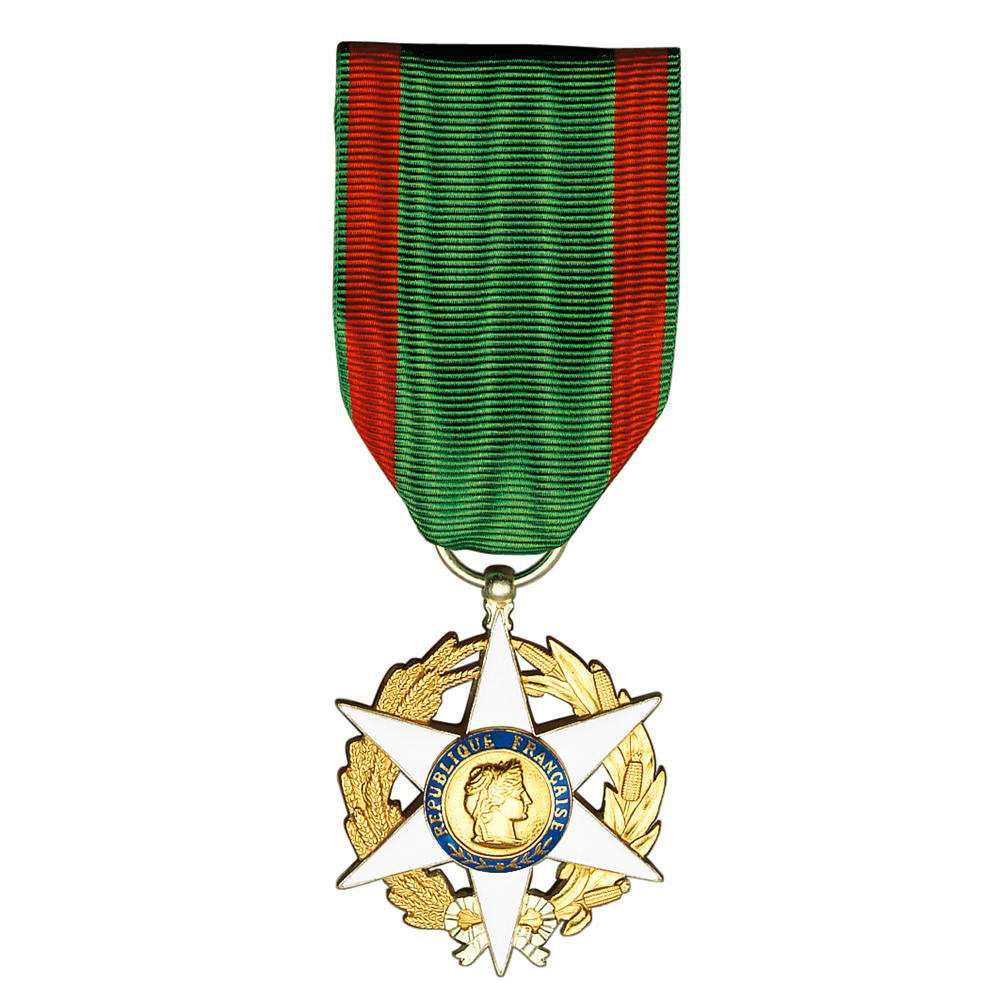
Verdienstorden für Landwirtschaft, Ritterkreuz

Der französische Verdienstorden für Landwirtschaft (französisch Ordre du Mérite agricole) wurde am 7. Juli 1883 auf Wunsch des Ministers für Landwirtschaft, Félix Jules Méline, vom französischen Staatspräsidenten Jules Grévy gestiftet. Er dient der Belohnung von Verdiensten auf den Gebieten der Land-, Forst- und Fischereiwirtschaft, welche aber nicht zu einer Verleihung des Ordens der Ehrenlegion ausreichen. Die Verleihung erfolgt auf Beschluss des Ministers für Landwirtschaft.

## Ordensklassen
Der Orden besteht aus drei Klassen
- Commandeur (Komtur)
- Officier (Offizier)
- Chevalier (Ritter)

## Ordensdekoration
Das Ordenszeichen ist ein Silber emaillierter sechszackiger Stern, der in den Winkeln von einem goldenen Kranz aus Kornähren und Maisstauden unterlegt ist. Im Medaillon ist der nach rechts gewendete Kopf der Marianne abgebildet. Umlaufend, in einem blau emaillierten Reif die Inschrift REPUBLIQUE FRANÇAISE sowie im unteren Teil des Reifes zwei gekreuzte Lorbeerzweige. Rückseitig die zweizeilige Inschrift MERITE AGRICOLE und die Jahreszahl 1883.
Das Ordensband ist grün mit smaragdroten Seitenstreifen.